# 新界區專線小巴140M線
新界區專線小巴140M線是由友文投資旗下的均億投資有限公司營辦的一條專線小巴線，來往三聖總站至青衣站，是唯一一條以最直接途徑往來屯門至青衣的公共交通服務。

## 歷史
- 1998年12月31日：運輸署公開招標8組共12條專綫小巴新路線，此線與141線（已取消）及142線（已取消）編為同一組。[2]
- 1999年：投入服務。
- 2012年1月8日：調整票價，全程由$11.0調整至$12.8。[3]

## 客量
由於本線取道汀九橋，而且屯門區只有本線直接往來青衣（九龍巴士68A線雖然提供屯門至青衣站的服務，但需取道荃灣市中心，較為繞道和費時），因此客量不俗，唯一缺點是收費較昂貴，而且無法前往屯門市中心。每天繁忙时间，在青衣城总站都会有大批乘客等候乘搭本线，導致青衣西路沿途居民在繁忙時間根本無法上車，就算是非繁忙時間，小巴亦不會刻意停靠青衣西路沿途各站而「飛站」。

## 使用車輛
| 新界140M線用車列表 | 新界140M線用車列表 | 新界140M線用車列表       | 新界140M線用車列表 | 新界140M線用車列表                                                                   |
| 車牌               | 車種代號           | 座位                     | 地點牌配置         | 備註                                                                                 |
| ------------------ | ------------------ | ------------------------ | ------------------ | ------------------------------------------------------------------------------------ |
| BM9668             | 2023年7LL          | 19座Vega座椅             | 展暉電牌           | 2023年3月投入服務 車牌原屬2003年5LS                                                  |
| KS9939             | 2020年7LL          | 19座Vega座椅             | 展暉電牌           | 2020年6月投入服務 車牌原屬新界77線的2002年5LS                                        |
| LT2706             | 2004年5LS2         | 16座高背座椅             | 新款路布           | 此路線唯一一輛16座小巴 原為富和小巴新界71／72線用車 於2019年5月加入                  |
| UY6543             | 2017年6LL          | 19座Vega座椅             | 舊款路布           | 此路線首輛19座小巴 車尾採用雙太平門設計 原為友文投資新界105／105S線用車 於2019年加入 |
| WM9106             | 2019年7LL          | 19座Vega座椅             | 八通電牌           | 2019年12月投入服務                                                                   |
| WR5128             | 2020年7LL          | 19座Vega座椅             | 展暉電牌           | 2020年3月投入服務                                                                    |
| WW7076             | 2020年7LL          | 19座Vega座椅             | 展暉電牌           | 2020年8月投入服務                                                                    |
| XB9638             | 2020年7LL          | 19座Vega座椅             | 展暉電牌           | 2020年12月投入服務                                                                   |
| XH5171             | 2021年7LL          | 19座Vega座椅             | 展暉電牌           | 2021年5月投入服務                                                                    |
| XK9242             | 2021年7LL          | 19座Vega座椅             | 展暉電牌           | 2021年6月投入服務                                                                    |
| YV3810             | 2023年7LL          | 19座原廠三點式安全帶座椅 | 展暉電牌           | 2023年12月投入服務                                                                   |

## 行車路線
- 青衣站開經：青敬路、担杆山交匯處、青衣西路、汀九橋、屯門公路、青山公路－大欖段、青山公路－掃管笏段、青山公路－青山灣段、三聖街。
- 恆福花園開經：三聖街、青山公路－青山灣段、青山公路－掃管笏段、青山公路－大欖段、屯門公路、汀九橋、青衣西路、擔桿山交匯處、青敬路。

### 沿線車站
| 恆福花園開 | 恆福花園開   | 恆福花園開         | 青衣站開 | 青衣站開     | 青衣站開           |
| 序號       | 車站名稱     | 位置               | 序號     | 車站名稱     | 位置               |
| ---------- | ------------ | ------------------ | -------- | ------------ | ------------------ |
| 1          | 三聖總站     | 三聖總站           | 1        | 青衣站       | 青衣站             |
| 2          | 三聖邨       | 青山公路－青山灣段 | 2        | 長安邨安湄樓 | 青敬路             |
| 3          | 青山灣       | 青山公路－青山灣段 | 3        | 長亨邨       | 青衣西路           |
| 4          | 海景花園     | 青山公路－青山灣段 | 4        | 青華苑       | 青衣西路           |
| 5          | 咖啡灣       | 青山公路－青山灣段 | 5^       | 小欖澄麗路   | 青山公路－大欖段   |
| 6          | 黃金泳灘     | 青山公路－青山灣段 | 6        | 小欖村       | 青山公路－大欖段   |
| 7          | 愛琴海岸     | 青山公路－掃管笏段 | 7        | 小欖新村     | 青山公路－大欖段   |
| 8          | 嘉和里村     | 青山公路－掃管笏段 | 8        | 愛琴灣       | 青山公路－大欖段   |
| 9          | 小秀村       | 青山公路－大欖段   | 9        | 小秀上村     | 青山公路－大欖段   |
| 10         | 愛琴灣       | 青山公路－大欖段   | 10       | 龍珠島       | 青山公路－掃管笏段 |
| 11         | 小欖新村     | 青山公路－大欖段   | 11       | 愛琴海岸     | 青山公路－掃管笏段 |
| 12         | 小欖村       | 青山公路－大欖段   | 12       | 黃金泳灘     | 青山公路－青山灣段 |
| 13         | 小欖澄麗路   | 青山公路－大欖段   | 13       | 咖啡灣       | 青山公路－青山灣段 |
| 14^        | 青華苑       | 青衣西路           | 14       | 碧翠花園     | 青山公路－青山灣段 |
| 15         | 長亨邨       | 青衣西路           | 15       | 青山灣碼頭   | 青山公路－青山灣段 |
| 16         | 長安邨安清樓 | 青敬路             | 16       | 三聖邨       | 青山公路－青山灣段 |
| 17         | 青衣站       | 青衣站             | 17       | 三聖總站     | 三聖總站           |

註：附標 ^ 者為分段收費起點站。

## 服務時間、班次及收費
此路線小巴之服務時間分別為每日上午6時正至下午11時正（恆福花園開）及每日上午6時25分至下午11時半（青衣站開），兩個方向之發車時間皆為約10至13分鐘一班；此路線之全程收費為$13.8，而兩個方向皆在過汀九橋後設有只收取$5.4的分段收費，分別是小欖澄麗路往恆福花園，以及青華苑往青衣站。

## 未來發展
運輸署考慮此線將繞入屯門公路巴士轉乘站，並與其他路線提供轉乘優惠。但由於在繁忙時間的客量太多，經常滿座，因此區議會建議此線只於非繁忙時間繞入屯門公路巴士轉乘站。在繁忙時間的時候，乘客可考慮選擇轉乘68A。但由於青山公路居民反對，因此計劃暫時擱置。

## 相關事件
- 2015年11月7日：13:15，一輛往青衣站方向的豐田Coaster（車牌MK3913）在汀九橋撞向一輛拋錨的貨櫃拖架，小巴司機死亡，另8名乘客受傷[5]。